# Joseph Ponniah
Joseph Ponniah (ur. 12 października 1952 w Thannamunai, zm. 19 maja 2025) – lankijski duchowny rzymskokatolicki, w latach 2012–2024 biskup Batticaloa.

## Życiorys
Święcenia prezbiteratu przyjął 30 kwietnia 1980 i został inkardynowany do diecezji Trincomalee-Batticaloa. Przez kilkanaście lat pracował duszpastersko na terenie diecezji, zaś po odbytych w Rzymie studiach z biblistyki został rektorem niższego seminarium w Batticaloa. W 1996 rozpoczął pracę jako wykładowca w seminarium w Ampitiya, natomiast w 2001 objął probostwo w Thandavanveli. W 2006 mianowany wikariuszem generalnym diecezji.
19 lutego 2008 został prekonizowany biskupem pomocniczym Trincomalee-Batticaloa ze stolicą tytularną Mons in Mauretania. Sakry biskupiej udzielił mu 24 maja 2008 bp Kingsley Swampillai.
3 lipca 2012 otrzymał nominację na biskupa nowo powstałej diecezji Batticaloa.
19 sierpnia 2024 papież Franciszek przyjął jego rezygnację z urzędu biskupa Batticaloa. 
Zmarł 19 maja 2025. 